# Elementy dráhy

Význam některých elementů dráhy. Na oběžné dráze kolem Slunce je referenční rovinou rovina ekliptiky. Pro družice Země je to pak rovina zemského rovníku. Jako referenční směr (♈︎) v naší Sluneční soustavě slouží přímka, na které leží spojnice Země a jarního bodu (pozice Slunce při jarní rovnodennosti), v jiných soustavách to pak může být směr ke středu galaxie.

Elementy dráhy jsou souborem šesti veličin a jednoho časového údaje, které jednoznačně definují dráhu kosmického tělesa v daném časovém okamžiku kosmickým prostorem. Stanovení elementů dráhy je hlavním úkolem nebeské mechaniky. Někdy mohou být doplňovány i jinými elementy.

## Seznam elementů dráhy

### Hlavní elementy dráhy
V klasické nebeské mechanice se jako elementy dráhy obvykle používají následující veličiny:
- velká poloosa dráhy a, odpovídající střední vzdálenosti tělesa od hmotného středu (těžiště) soustavy, vyjádřené v astronomických jednotkách (AU);
- excentricita čili výstřednost dráhy e, udávající typ oběžné dráhy (druh kuželosečky) a její tvar;
- inklinace čili sklon dráhy i k základní rovině soustavy souřadnic, vyjádřený v úhlových stupních případně v radiánech. Na obrázku je osou x referenční směr ♈︎, což je v naší Sluneční soustavě směr k jarnímu bodu.
- délka vzestupného uzlu Ω, udávající úhlovou vzdálenost vzestupného uzlu od osy x soustavy souřadnic vyjádřená v úhlových stupních případně v radiánech;
- argument šířky pericentra ω, udávající úhlovou vzdálenost pericentra od vzestupného uzlu vyjádřenou v úhlových stupních případně v radiánech;
- střední anomálie M, udávající okamžitou polohu tělesa na dráze vzhledem k pericentru této dráhy v daném okamžiku, vyjádřenou v úhlových stupních případně v radiánech. Na obrázku je místo střední anomálie uvedena pravá anomálie ν, protože střední anomálie odpovídá kruhové dráze, zatímco pravá eliptické a mimo apsidy se jejich hodnoty liší.
- epocha čili ekvinokcium, udávající okamžik v čase, ke kterému se dané údaje vážou.

Někdy (zejména při popisu drah komet a planetek) je za zvolený časový okamžik udáván čas průchodu tělesa pericentrem; v tomto případě se neuvádí mezi elementy dráhy střední anomálie M, protože se definitoricky rovná nule (M = 0).

### Jiné možné elementy dráhy
Místo argumentu šířky pericentra se někdy používá jako alternativního elementu délka pericentra π, pro kterou platí vztah:
{\displaystyle \pi =\Omega +\omega }.
Také místo velké poloosy dráhy a se někdy udává buď střední denní pohyb tělesa na dráze n, nebo doba oběhu (perioda) P; vztahy mezi těmito třemi veličinami vyjadřují vzorce:
{\displaystyle P={\sqrt {a^{3}}}}
pro pohyb tělesa kolem Slunce; a je velká poloosa v astronomických jednotkách (AU) a P je doba oběhu ve rocích), resp.
{\displaystyle P=2\pi {\sqrt {\frac {a^{3}}{\mu }}}}
pro pohyb kolem libovolného tělesa, kde a je velká poloosa, P je doba oběhu a μ je gravitační parametr centrálního tělesa;
{\displaystyle n=2\pi /P}
pro střední denní pohyb n vyjádřený v radiánech za jednotku času, P je doba oběhu, resp.
{\displaystyle n=360/P}
pro střední denní pohyb n vyjádřený ve stupních za jednotku času, P je doba oběhu.

## Dvouřádkové elementy dráhy
Pro potřeby sledování umělých družic Země se používají tzv. dvouřádkové elementy dráhy (TLE), které obsahují ve druhém řádku 6 keplerovských elementů. V prvním řádku obsahují čas a navíc i údaje potřebné pro výpočet změn dráhy v důsledku působení odporu zemské atmosféry.

## Stavový vektor pohybu kosmického tělesa
V astrionice se místo elementů dráhy užívá stavový vektor pohybu kosmického tělesa k danému okamžiku. Tento stavový vektor je šestirozměrný a tvoří jej jako první až třetí složka tři složky polohového vektoru popisující okamžitou pozici kosmického tělesa ve stanoveném čase a čtvrtá až šestá složka stavového vektoru tři složky vektoru okamžité rychlost tělesa.
Polohový vektor a vektor okamžité rychlosti jsou přitom určovány k inerciální vztažné soustavě s počátkem souřadnic hmotném středu (těžišti) soustavy (např. v těžišti Sluneční soustavy, nebo v těžišti Země).